# Беселашвилеби
Беселашвилеби (груз. ბესელაშვილები) — село в Грузии, на территории Шуахевского муниципалитета автономной республики Аджария.

## География
Село находится в юго-западной части Грузии, на левом берегу реки Аджарисцкали, на расстоянии 2 километров (по прямой) к западу от посёлка городского типа Шуахеви, административного центра муниципалитета. Абсолютная высота — 527 метров над уровнем моря.

## Население
По результатам официальной переписи населения 2014 года, в Беселашвилеби проживало 143 человека (70 мужчин и 73 женщины). В национальной структуре населения грузины составляли 100 %.
| Год  | Население, человек |
| ---- | ------------------ |
| 2002 | 187                |
| 2014 | ↘ 143              |